# Antilele
Antillele (în  spaniolă Antillas; franceză Antilele; neerlandeză Antillen; creolă haitiană  Antiy;  patois jamaican: Antiliiz) este un arhipelag mărginit de Marea Caraibilor la sud și vest, Golful Mexic la nord-vest și Oceanul Atlantic la nord și est.
Insulele Antile sunt împărțite în două grupe: Antilele Mari și Antilele Mici.
Antilele Mari includ insulele mai mari din nordul Mării Caraibelor: Cuba, Insulele Cayman, Jamaica, Hispaniola (împărțită între Haiti și Republica Dominicană) precum și Puerto Rico.
Antilele Mici sunt alcătuite din Insulele Sub Vânt (Leeward) la nord-vest, Insulele În Vânt (Windward) spre sud-est, precum și Antilele Sub Vânt (Leeward) la nord de Venezuela.
Arhipelagul Lucayan (arhipelagul Bahama), format din Bahamas și Insulele Turks și Caicos, nu face parte din insulele Antile însă este parte din Indiile de Vest .